# Lucas Búa
Lucas Búa de Miguel (ur. 12 stycznia 1994 w Toledo) – hiszpański lekkoatleta, sprinter.
Specjalizuje się w biegu na 400 metrów. Odpadł w eliminacjach sztafety 4 × 400 metrów na mistrzostwach Europy w 2014 w Zurychu. Na halowych mistrzostwach świata w 2016 w Portland odpadł w eliminacjach biegu na 400 metrów. Odpadł w półfinale biegu na 400 metrów i eliminacjach sztafety 4 × 400 metrów na mistrzostwach Europy w 2016 w Amsterdamie.
Zajął 5. miejsce w biegu na 400 metrów na halowych mistrzostwach Europy w 2017 w Belgradzie. Odpadł w eliminacjach tej konkurencji oraz zajął 5. miejsce w sztafecie 4 × 400 metrów na mistrzostwach świata w 2017 w Londynie. Odpadł w półfinale biegu na 400 metrów i eliminacjach sztafety 4 × 400 metrów na halowych mistrzostwach świata w 2018 w Birmingham.
Zdobył srebrne medale w biegu na 400 metrów i sztafecie 4 × 400 metrów na igrzyskach śródziemnomorskich w 2018 w Tarragonie. Na mistrzostwach Europy w 2018 w Berlinie wywalczył brązowy medal w sztafecie 4 × 400 metrów (w składzie: Óscar Husillos, Búa, Samuel García i Bruno Hortelano) i odpadł w półfinale biegu na 400 metrów.
Zdobył srebrny medal w sztafecie 4 × 400 metrów (w składzie: Husillos, Manuel Guijarro, Búa i Bernat Erta) na halowych mistrzostwach Europy w 2019, a w biegu na 400 metrów zajął 6. miejsce w finale. Sztafeta Hiszpanii ustanowiła wówczas halowy rekord swego kraju rezultatem 3:06,32.
Búa był mistrzem Hiszpanii w biegu na 400 metrów w 2015 i 2016 oraz halkowym mistrzem na tym dystansie w 2016 i 2018.
Rekordy życiowe Búa<:
- bieg na 400 metrów – 45,25 (8 czerwca 2018, Huelva)
- bieg na 400 metrów (hala) – 46,23 (18 lutego 2017, Salamanka).